# Giovanni Carboncino
Giovanni Carboncino, oppure Carboncini, Carbonzino, Carbonzini (Venezia o Treviso, metà del XVII secolo – Venezia, dopo il 1703), è stato un pittore italiano.

## Biografia

Ritratto del Doge Morosini a cavallo Museo Correr

Giovanni Carboncino fu allievo di Matteo Ponzone, pittore dalmata, il quale, trasmise all'allievo lo stile di Tiziano, Bassano e soprattutto del Veronese. Carboncino è stato iscritto nei registri della Fraglia veneziana dal 1687 al 1692, anche se soggiornò a Venezia già dal 1680.
Si trasferì per un breve periodo anche a Roma, ma non ci sono tracce artistiche della sua presenza.
Lavorò molto, oltre che a Venezia, a Treviso e nel trevigiano, come ad esempio alla chiesa di San Nicolò di Treviso con l'opera Miracolo del beato Susone, a Vas; fu attivo a Vicenza e a Padova (Visitazione, firmata e datata 1681 nella chiesa di Ognissanti).
Notevole anche la sua attività di ritrattista, di cui si può menzionare il Ritratto equestre del doge di Venezia Francesco Morosini, Venezia (Museo Correr).
Per quanto riguarda la sua formazione, risulta piuttosto complessa e poco conosciuta: inizialmente sembra che si formi nell'ambiente tardomanieristico, che perdurò a Venezia assai oltre l'inizio del XVII secolo; in seguito venne a contatto con il caravaggismo romano; infine il suo stile si avvicinò e si fece influenzare dal colorismo e dal luminismo di Francesco Ruschi, dalla cui maniera sembra ispirarsi dopo il 1680, in questo suo ultimo periodo creativo sembra orientarsi verso forme di semplicità inconsueta ai contemporanei, con modi quasi da primitivo.

## Opere
- Martirio di sant'Angiolo, Venezia, Santa Maria del Carmine, 1672;
- Visitazione, Padova, chiesa di Ognissanti, 1681;
- Miracolo del beato Susone, Treviso, chiesa di San Nicolò di Treviso;
- Ritratto equestre del doge Francesco Morosini, Venezia, Museo Correr[3];
- San Luigi che dona la croce a Bartolomeo Breganze, Vicenza, duomo;
- Cristo che libera gli ossessi, Vicenza, chiesa di San Bartolomeo, 1684;
- Gesù fra i dottori, Venezia, chiesa dell'Ospedale della Pietà;
- Predica di sant' Antonio da Padova, Venezia, chiesa dell'Ospedale della Pietà;
- San Domenico trasportato in paradiso dagli angeli, Treviso, chiesa di san Nicolò;